# Джийн Улф
Джийн Улф (на английски: Gene Rodman Wolfe) е американски автор на научна фантастика и фентъзи.
Той е известен с плътната си проза, изпълнена с алюзии, както и със силното влияние на католическата вяра, към която се обръща след брака си. Пише кратки разкази и романи, печели множество литературни награди. Съставя и дълъг списък с номинации през годините, които не печели – 16 номинации за награда Небюла и 8 номинации за награда Хюго. Улф получава Световна награда за фентъзи за цялостен принос през 1996 г. През 2007 г. е включен в Залата на славата на научната фантастика, а през 2012 г. става 29-ия Гранд Мастър.
Улф е най-известен с Книга за новото слънце (4 части, 1980 – 83 г.), първата част на неговия Solar Cycle. През 1998 г., списание Локус го подрежда на 3-то място в класацията за най-добър фентъзи роман преди 1990 г., базирайки се на гласуване на абонатите си разглеждайки поредиците като единични записи.

## Биография
Улф е роден в град Ню Йорк, син на Мари Оливия и Емерсън Лирой Улф. Като малко дете е имал детски паралич. Докато посещава Тексаският A&M университет, той публикува своето първо художествено произведение в The Commentator, студентски литературен журнал. Улф отпада през първата си година в университета и заминава да се бие в Корейската война. След завръщането си в САЩ взема диплома от Хюстънския университет и става индустриален инженер. Дълги години е главен в списанието Plant Engineering преди да се отдаде изцяло на писателска дейност, но най-известното му професионално постижение е устастието му в конструиране на машината, правеща картофен чипс Pringles.
Живее в Барингтън, Илинойс, предградие на Чикаго с жена си Розмари, докато през 2013 г. не се мести в Пеория, Илинойс.
Улф претърпява опереция за поставяне на двоен байпас на 24 април 2010 г., а в началото на 2013 г. операция на катаракта на дясното му око.
На 14 декември 2013 г. жена му, Розмари, умира след дълго боледуване.
Джийн Улф умира на 14 април 2019 г. в Пеория.

### Романи
- Operation Ares (1970)
- The Fifth Head of Cerberus (1972)
- Peace (1975)
- The Devil in a Forest (1976)
- Книга за новото слънце
  - Сянката на Инквизитора (The Shadow of the Torturer) (1980) – печели награда на Британската асоциация за научна фантастика, номинации за награда Небюла, Локус, Световна награда за фентъзи и Джон Кемпбъл през 1981 г.
  - Ноктите на Помирителя (The Claw of the Conciliator) (1981) – печели наградите Небюла и Локус, номиниран за награда Хюго и Световна награда за фентъзи през 1982 г.
  - Мечът на Ликтора (The Sword of the Lictor) (1982) – печели награда Локус за фентъзи през 1983 г., номиниран за Небюла и награда на БАНФ през 1982 г., както и Хюго, и Световна награда за фентъзи през 1983 г.
  - Цитаделата на Аутарха (The Citadel of the Autarch) (1983) печели наградата на Джон Кемпбъл, номиниран за Небюла и БАНФ през 1984 г. и за награда Локус през 1983 г.
- Free Live Free (1984) – номиниран за награда на БАНФ през 1985 г. и Небюла през 1986 г.
- The Urth of the New Sun (1987) – номинации за награди Хюго, Небюла и Локус през 1988 г.
- The Soldier series
  - Soldier of the Mist (1986) – печели награда Локус за фентъзи през 1987 г.
  - Soldier of Arete (1989) – номиниран за награда Локус за фентъзи през 1990 г.
  - Soldier of Sidon (2006) – печели Световната награда за фентъзи и е номиниран за награда Локус за фентъзи през 2007 г.
- There Are Doors (1988) – номиниран за награда Локус за фентъзи през 1989 г.
- Castleview (1990)
- Pandora, By Holly Hollander (1990)
- The Book of the Long Sun
  - Nightside the Long Sun (1993) – номиниран за награда Небюла през 1994 г.
  - Lake of the Long Sun (1994)
  - Caldé of the Long Sun (1994) – номиниран за награда Небюла през 1996 г.
  - Exodus From the Long Sun (1996)
- The Book of the Short Sun
  - On Blue's Waters (1999)
  - In Green's Jungles (2000) – номиниран за награда Локус за научна фантастика през 2001 г.
  - Return to the Whorl (2001) – номиниран за награда Локус за научна фантастика през 2002 г.
- The Wizard Knight
  - The Knight (2004) – номиниран за награда Небюла през 2005 г.
  - The Wizard (2004) – номиниран за Световната награда за фентъзи и Локус за фентъзи през 2005 г.
- An Evil Guest (2008)
- The Sorcerer's House (2010) – номиниран за награда Локус за фентъзи през 2011 г.
- Home Fires (2011)
- The Land Across (2013)